# 다카 지하철
다카 지하철(Dhaka Subway)은 방글라데시 교량청이 방글라데시 수도 다카에 계획 중인 지하 도시철도망이다. 다카 지하철은 일반적으로 다카 메트로 레일(Dhaka Metro Rail)로 알려진 다카 매스 래피드 트랜짓(Dhaka Mass Rapid Transit) 철도망에 대한 별도의 운송 시스템으로 고안되었다.

## 같이 보기
- 다카 메트로